# Гнилая интеллигенция
«Гнилая интеллигенция» — фразеологизм, устойчивое выражение, одна из характеристик интеллигенции в России в общественно-политическом дискурсе и публицистической литературе.
В современной публицистике представляется как широко распространённый в советский период ярлык, ошибочно приписываемый Ленину или Сталину и ассоциируемый с властью большевиков. Согласно оценкам исследователей, более ранним автором данного выражения является российский император Александр III, давший таким способом оценку либеральной прессе в 1881 году.

## История

### Оценки происхождения и трактовки
Многие современные публицисты отмечают, что выражение «гнилая интеллигенция» широко использовалось большевиками, однако при этом большевикам не приписывается прямое авторство. Распространена также подача выражения «гнилая интеллигенция» как широко распространённого в советский период ярлыка. Русские лингвисты Александр Флоря и Сергей Корносенков пишут: «типична точка зрения, согласно которой выражение „гнилая интеллигенция“ — это ярлык, которым большевики заклеймили людей высоконравственных и образованных. Советской власти якобы не были нужны самостоятельно мыслящие, критически настроенные личности». При этом авторы считают данную точку зрения о связи выражения исключительно с советской властью и большевиками — заблуждением.
Корносенков считает, что более ранним автором выражения гнилая интеллигенция является российский император Александр III. Исследователь ссылается на книгу Александра Бушкова «Россия, которой не было», где приведено свидетельство о том, что фрейлина императорского двора и дочь поэта Фёдора Тютчева воспроизвела слова Александра III. По её свидетельству, он воскликнул «Гнилая интеллигенция!», отшвырнув стопу либеральных газет, в которых публицисты и общественные деятели развернули кампанию с предложениями простить и помиловать убийц его отца, царя Александра II, апеллируя к их раскаянию.

## Политические оценки

### Связь выражения с Лениным
Многими публицистами выражение гнилая интеллигенция приписывается авторству Ленина, в частности, этой точки зрения придерживался советский литературовед и литературный критик Лев Аннинский. При этом исследования показывают, что Ленин к феномену интеллигенции подходил диалектически, а согласно анализу цитат, он не употреблял выражения «гнилая интеллигенция», как минимум не было обнаружено широкого и дословного употребления. «Мелкобуржуазной интеллигенцией» Ленин называл «интеллигентов продажных, мнительных, не сдерживающих своих обещаний», причём мотивы продажности и предательства он определял доминирующими, обосновывая такую оценку анализом «классовой природы» и «классового положения» «мелкобуржуазной интеллигенции». Флоря и Корносенков пишут, что Ленина «необоснованно обвиняют в дискредитации интеллигенции как таковой», при этом они утверждают, что «лейтмотив ленинских высказываний об интеллигенции — служение народным интересам», который авторы называют «чётким критерием», по которому Ленин отличал подлинных интеллигентов от так называемых «гнилых».

### Современный дискурс
Доктор психологических наук В. Е. Семёнов, директор НИИ комплексных социальных исследований Санкт-Петербургского государственного университета, пишет, что в настоящее время термин «интеллигенция» потерял своё первоначальное, именно российское значение. «Сначала он был унижен и низвергнут в послереволюционное время („гнилая интеллигенция“), затем стал возвращаться к позитивной коннотации („советская трудовая интеллигенция“), но в ходе перестроечного распада, когда советская интеллигенция превратилась в нищий слой „бюджетников“, этот термин стал совсем двусмысленным» — пишет автор. По мнению Семёнова, сегодня у новой либеральной прозападной псевдоинтеллигенции в управлении находятся основные СМИ, средства рекламы и институты искусства, учреждения образования и культуры, принадлежащие, в свою очередь, иностранным и местным олигархам.

## Лингвистический анализ
Белорусский лингвист Л. А. Бобровник отмечает, что существительное «интеллигент» имеет высокую частотность употребления с пейоративным прилагательным «гнилой» (до 5 %) в русскоязычных СМИ, что делает выражение объектом лингвистических исследований. Высокий уровень встречаемости данной синтаксической конструкции свидетельствует о её воспроизводимости в речи и функционировании как целостной единицы. Главным смысловым центром выражения выступает номинация «интеллигент/интеллигенция», прилагательное гнилой представляет собой эксплицитную негативную оценку, указывая на несоответствие индивида существующим представлениям и предъявляемым требованиям, заложенным в понятие «интеллигент». Номинация представляет собой социально маркированную языковую единицу.
Доктор филологических наук К. А. Богданов оценивает словосочетание «гнилая интеллигенция», отмечая его «формально табуированным», как фольклоризированное указание на носителей опасной для общества идеологической «заразы», и считает, что это выражение содержательно дублирует ставшие инвективой и фактическим программным документом слова Сталина о «гнилом либерализме» (выражение о «гнилом либерализме партруководства … имеющем теперь среди одной части большевиков некоторое распространение» из письма Сталина в редакцию журнала «Пролетарская революция» 1931 года).
Доктор филологических наук Г. М. Шипицына и исследователь Чавыкина Ю. О. называют словосочетание «гнилая интеллигенция» специальным фразеологизмом, в котором прагматика осуждения, агрессивного непринятия интеллигентности заключена в слове гнилая,
употреблённом в значении № 3 Малого академического словаря: «порочный в каком-либо отношении». Также исследователи отмечают применяемое здесь отдельное значение со смыслом «общественно вредный, нездоровый, упадочнический».

## В культуре
- Русский писатель Михаил Булгаков в 1922 году написал рассказ-фельетон «Гнилая интеллигенция».
- Русский прозаик Фазиль Искандер в 2001 году опубликовал в журнале «Знамя» очерк с названием «Гнилая интеллигенция и аферизмы».